# 中野翠咲
中野 翠咲（なかの みさき、2015年〈平成27年〉8月24日 - ）は、日本の子役。

## 出演

### テレビドラマ
- トップリーグ（WOWOW）- 松岡沙希（3才）役
- 金曜ドラマ 病室で念仏を唱えないでください 第8話・第9話（2020年3月6日・3月13日、TBS）- 川崎美咲 役
- BS時代劇 赤ひげ3 最終回（2020年12月4日、NHK）
- にじいろカルテ（2021年1月21日 - 3月18日、テレビ朝日）- 緑川日向 役[1]
- 年の差婚 第6話（2021年1月27日、毎日放送）- 崎田の孫 役
- 連続テレビ小説（NHK総合）
  - カムカムエヴリバディ（2021年）- 雉真るい 役（幼少期）[2]
  - あんぱん（2025年3月31日 - ） - 小川うさ子（幼少期）役
- 家政夫のミタゾノ 第7話（2022年6月3日、テレビ朝日）- 阿川桃 役[3]
- 家庭教師のトラコ 第4話（2022年8月10日、日本テレビ）- 娘 役[4]
- 日曜劇場 アトムの童 第1話（2022年10月16日、TBS）- 冨永海（幼少）役[5]
- 杉咲花の撮休 第2話 「ちいさな午後」（WOWOW） - みかこ 役
- かしましめし 第7話（2023年5月22日、テレビ東京）
- 春になったら（2024年1月15日 - 3月25日、関西テレビ・フジテレビ）- 椎名瞳（幼少期）役[6]
- 坂の上の赤い屋根 第3話・5話（2024年3月17日・3月31日、WOWOW）- 緒方佳織（幼少期）役
- スカイキャッスル 第1話・2話（2024年7月25日・8月1日、テレビ朝日）- 南沢泉（幼少期10歳）役

### 映画
- ステップ（2020年4月3日、エイベックス・ピクチャーズ）- 武田美紀（2才）役
- 糸（2020年8月21日、東映）- 高橋結（3才）役[7]

### CM
- エールベベ「ベビーカー」
- ワールドファミリー「ディズニー英会話システム」
- 花王「ハミング・涼感テクノロジー」
- 講談社「おともだち」2021年4月号
- KOWA「コルゲンコーワ消毒液」
- グループセブ ジャパン「T-fal ティファールの取ってつきフライパンで毎日のお料理にときめきを」
- 極洋「おいしい笑顔（みさきちゃん篇）」
- フジッコ おまめさん7品目の彩り豆 「万能副菜 篇」
- ヤマザキビスケット「ヤマザキビスケット 50周年」
- マクドナルド ハッピーセット
  - 「すみっコぐらし すみっコだらけ篇」
  - 「プラレール　"わが家に開通！篇"/"庭中を駆けめぐれ！篇"」
  - 「すみっコぐらし　『すみっコツインタワー』篇」
- 三井不動産レジデンシャル「三井PARKシリーズ　人とともに育つ場所 篇」
- 三菱電機「しあわせをシェアしよう。登場篇」
- ベネッセ 進研ゼミ　チャレンジ1ねんせい『ほめられてのびるのだ』1か月CP篇
- SUBARU インプレッサ『私たちのクルマ篇』/『いのちを守る篇』/『こどものために篇』
- セイバン　天使のはねランドセル「軽くて、軽～い！」

### スチール
- くもん出版「知育玩具」カタログ
- カメラのキタムラ「スタジオマリオ」
- Siemens Healthineers

### WEB
- UAゼンセン「悪質クレーム防止啓発映像」
- 資生堂エリクシール　サステナビリティムービー
- ハインツ「うまいんつ！ハインツ！ お悩み解決 特別授業！　トマトソース10分アレンジ術」

### MV
- にしな「1999」

### 雑誌
- 学研教育みらい「Paprika VOL.1 春号」
- 講談社
  - 「たのしい幼稚園」10月号
  - 「おかあさんといっしょ 2020年秋号」
  - 「おともだち　6月号」 表紙
  - 「おともだち　7月号」